# Antillormenis martinicensis
Antillormenis martinicensis är en insektsart som först beskrevs av Ronald Gordon Fennah 1947.  Antillormenis martinicensis ingår i släktet Antillormenis och familjen Flatidae. Inga underarter finns listade i Catalogue of Life.